# Panhard VCR
Il VCR (Vehicule de Combat à Rues, veicolo da combattimento ruotato), è un mezzo blindato dalla sagoma compatta, meccanicamente imparentato al 90% con l'autoblindo ERC, come il predecessore M3 era parente della blindo AML (addirittura al 95%). La principale differenza tra le 2 generazioni è che l'ultima ha 6 ruote motrici, indispensabili per un buon movimento fuoristrada.
Il prototipo venne completato nel 1977, e la produzione partì 2 anni dopo.

## Tecnica
Questo piccolo veicolo (se rapportato alle dimensioni tipiche dei mezzi corazzati) è un mezzo caratteristico e dalle soluzioni molto ingegnose, che permettono a una dozzina di uomini di muoversi e combattere in condizioni di guerra di elevata intensità.
La corazza in acciaio saldato è di 8—12 mm., valore notevole per un mezzo da 7t., spiegabile con la riduzione delle dimensioni, per esempio la lunghezza è molto inferiore a 5m. Le piastre sono per lo più ben inclinate.
Esso ha una meccanica estremamente compatta, ed adattata alle minuscole proporzioni del mezzo, essendo essa ripartita su 3 assi e dunque di tipo 6x6, con pneumatici di limitato diametro, necessariamente viste le piccole dimensioni del veicolo, che ha una capacità di guado anfibio con movimento dato solo dagli pneumatici, a 4 km/h. Esiste anche una versione 4x4. Sulla versione 6x6 le ruote centrali possono essere sollevate quando il veicolo cammina su strada, per ridurre il consumo di carburante e pneumatici.
Sempre in termini di meccanica, le ruote sono sempre in presa, con servosterzo agente solo su quelle anteriori. Quando il mezzo viaggia su strada, per rendere il veicolo più efficiente ed economicamente vantaggioso, la ruota centrale è sollevata da terra, ma essendo sempre in presa, nondimeno, continua a girare disperdendo inutilmente potenza.
Anche così il risparmio è sensibile. Quando il VCR è su terreno vario le ruote dell'asse centrale sono invece abbassate.
Il motore è a benzina di buona potenza, un Peugeot da 155 hp che dà oltre 20 cv./ton. e prestazioni brillanti. Anche se non è stato adottato un diesel, la riserva di carburante è tale da garantire un'elevata autonomia.
Il motore si trova al centro del veicolo, dietro il pilota, che invece è sul davanti. Il propulsore è dietro a destra, il capocarro dietro a sinistra. Dietro questi vi è lo scomparto equipaggio, con 2 portelli sul retro, 3 feritoie di tiro per lato, portelli superiori. Nonostante la compattezza estrema, e certamente anche in maniera un poco scomoda, sono disponibili posti per 9 soldati equipaggiati.
L'armamento principale è disponibile in numerose configurazioni. Si parte da una mtg da 7,62 mm scudata, per arrivare a lanciamissili controcarro a lungo raggio.

## Servizio
Il VCR è stato realizzato esplicitamente per l'esportazione, abbinata con quella della ERC.
I risultati commerciali della nuova generazione di piccoli veicoli da combattimento francesi non hanno però raggiunto nemmeno lontanamente quelli dei più vecchi AML/M3, prodotti in migliaia di esemplari ma l'ERC è stato nondimeno esportato in Argentina, Iraq, Emirati Arabi Uniti.
La versione più interessante è stata certamente quella per l'Iraq, con 106 mezzi armati con una torretta UTM 800 dell'Euromissile, con 4 missili pesanti controcarri HOT (gittata 4,25 km.x 800+mm. di perforazione), e 10 armi di ricarica, al posto del comparto truppa. Ciò potenziò a suo tempo in maniera notevole le capacità controcarri dell'esercito iracheno contro gli iraniani.
Questa non è la sola versione realizzata, esistono infatti il modello ambulanza VCR/IS con 4 barelle, il posto di comando VCR/PC, il veicolo riparazioni VCR/AT, oltre a un molto interessante modello con torretta armata di cannone-mortaio da 81 mm ERC/ENC (rimasto apparentemente allo stadio di prototipo),  e naturalmente il modello base da trasporto VCR/TT con un armamento dato da una mitragliatrice o un cannone da 20 mm in torretta monoposto.